# Dwe
 (janvier 2015).
Si vous disposez d'ouvrages ou d'articles de référence ou si vous connaissez des sites web de qualité traitant du thème abordé ici, merci de compléter l'article en donnant les références utiles à sa vérifiabilité et en les liant à la section « Notes et références ».
 (janvier 2015).
Pour les articles homonymes, voir Dwe.
Le secteur de Dwe est une collectivité de République démocratique du Congo, située au nord-est de la ville de Bulungu, dans la nouvelle province du Kwilu. Il est notamment composé des villages (collectivités locales) suivants : Mubolo, Dwe, Mayoko Saka-Saka, Ambura, Mikingi, Sala, Muyene, Mpenana, Nguaba, tshampere, Mubini, Kimputu, Mpenana, Molili, Masinga, Mpolambua, Kitaba ...

## Origine
En 1963, Henri Nicolaï écrit au sujet de l'origine des tribus de la région du Kwilu : « Si l'on interroge les habitants du Kwilu sur leur origine, ils déclarent généralement (sauf ceux du Bas-Kwilu dont font partie les Mputu) qu'ils sont venus du Kwango (…) Quelques traditions donnent la liste des rivières traversées depuis le départ du Kwango qui se situerait en Angola. Certains noms se reconnaissent dans les noms actuels (…) »
Les habitants du Bas-Kwilu, les Mputu, Yansi, Dzing, Bangoli et Lwer (Balori), ne font pas du Kwango le lieu de départ de leurs migrations. Ils se donnent une origine septentrionale, nord-occidentale ou même nord-orientale (…). L'absence de traditions écrites n'est pas compensée par l'existence de témoins archéologiques.

## Géographie

### Situation
Les Bamputu sont dans le secteur de Dwe, qui est l’une de 10 collectivités qui composent la ville de Bulungu, province du Kwilu. Ce secteur est situé entre 18°30’ et 19° de longitude et entre 4° et 4°30’ de latitude sud. Il se trouve au milieu de deux rivières à savoir : au nord la rivière Kasaï et au sud la rivière Kwilu, sur la rive droite à 120 km de Kikwit passant par le secteur Niadi et Nkara.
Les Bamputu sont aussi dans d’autres secteurs, fuyant ainsi les multitudes d'impôts qu’ils estimaient exagérés par les autorités locales de leur collectivité d’origine Dwe dans l’ancien temps. Ils sont dans le secteur Matar dans les villages tels que : Mongobola, Nkenge, Baya, Nkudi ; dans le secteur Sedzo ils sont à : Tshamper, Kibwang, Diar, Mongobola, Tebe, Kibal, Nkumi et enfin ils sont aussi présents dans le secteur de Kwiki Kimbata.

### Superficie et limite
Le secteur de Dwe a une superficie de 900 km2 et occupe sur ce point de vue, la 5e place dans le territoire de Bulungu après Niadi-Nkara, Imbongo, Kwilu-Kimbata et Kwenge. Il est borné :
- Au nord par le secteur Matar;
- Au sud par le secteur Niadi-Nkara ;
- À l’Est par le secteur Sedzo;
- À l’Ouest par le secteur Kwilu-Kimbata.

### Hydrographie
Il existe plusieurs ruisseaux dont les uns appartiennent au bassin du Kwilu au Sud-Ouest et les autres à l’Est. Les ruisseaux du bassin de Kamutsha ont beaucoup plus de méandres que ceux du Kwilu. Par ce fait, ils contiennent plus d’étangs artificiels que les autres et sont aussi poissonneux : Lukwa, Dwe, Lubangu.

### Climat
Le climat est un facteur déterminant de la production agricole, et à chaque type de climat correspond un type de sol et un type de végétation. Vu sa situation géographique, le secteur de Dwe connait un climat tropical humide. On trouve 2 saisons, une sèche et l’autre pluvieuse. La première s’étend de mi-août à mi-avril, elle est entrecoupée par une petite saison sèche de mi-janvier à mi-février ; la seconde quant à elle s'étale sur les mois restants.

### Sol et végétation
Le secteur de Dwe comprend un sol sablo-argileux c'est-à-dire du sable en surface et de l’argile en profondeur comme dans le climat sub-equatorial. Par contre, dans certains endroits, on trouve un sol argileux, surtout à l’Ouest au bord des cours d’eau. Sur le sol sablo-argileux pousse la savane herbeuse au Sud et à l’Est. Sur les sols argileux poussent les îlots des forêts galeries et les forêts claires, au Nord-Ouest et à l’Ouest.

### Relief
Le relief du secteur de Dwe des Bamputu ne peut être bien compris que dans le cadre général du Kwango-Kwilu, car il fait partie de cette région et se situe dans la partie centrale du Kwilu. Pour l’essentiel, son relief est constitué de bas plateaux dans lesquels on trouve des collines et des vallées.

### Faune et flore
Dans la mesure où la faune est liée à la flore on note une évolution certaine avec la disparition de certaines variétés d’animaux, entre autres : le léopard (nkwee ou ngwo) et le sanglier (ngul-a-ndwang) ; remarquons aussi que les aulocodes (gros-rats ou simbriki), les antilopes (nkaa) et les singes (ankak ou gnang) sont en régression notable dans nos forêts galeries.

## Population
Selon le recensement administratif effectué par le service de l’état-civil, la population du secteur de Dwe s’élevait en 1996 à 75.539 habitants.

## Division administrative
Le secteur Dwe chez le Bamputu est composé de 13 groupements totalisant 78 villages.
| N° | Groupement | Villages constitutifs                                                                                                   |
| -- | ---------- | --- |
| 1  | Dwe        | NGwaba I, Dwe I, Dwe II, Dwe III, Dwe IV, Mubolo I, Mubolo II, Mubulo III, Eto, Eyana, Mubini ---                       |
| 2  | Nkwebe     | Nkwebe I, Nkwebe II, Mpene I, Mpene II, Lungama, Nhwaba I, Nhwaba II, aya Mokola                                        |
| 3  | Tshampere  | Tshampere I, Tshampere II, Tshampere III, Nkolonzadi, Kimpini, Kwamwey                                                  |
| 4  | Milundu    | Milindu I, Milindu II, Kianga, Mbala, Luwa, Mpul I, Mpul II, Dwa, Mayili                                                |
| 5  | Ngunu      | Ngunu, Mushiele |
| 6  | Ntunu      | Ntunu I, Ntunu II, Ntunu III, Ngana, Nkiere I, Nkiere II, Mashinga, Polombwa, Kitaba, Ekoko, Ebebebe, Kiseme, Nsiengunu |
| 7  | Kimputu    | Malanga, Kimputu, Kitaba, Langa, Kintawala I, Kintawala II, Mpenana                                                     |
| 8  | Sala       | Sala I, Sala II, Sala III, Sala IV, Sala V, Sala VI                                                                     |
| 9  | Muyene     | Muyene I, Muyene II, Muyene III                                                                                         |
| 10 | Ambura     | Ambura I, Ambura II, Nkoto, Fumundzoko                                                                                  |
| 11 | Mbelo      | Nkiara, Mbelo, Molili I, Molili II                                                                                      |
| 12 | Mayoko     | Mayoko I, Mayoko II, Mayoko III                                                                                         |
| 13 | Mikingi    | Mikingi I, Mikingi II                                                                                                   |

## Activités socio-économiques
De toutes les activités socio-économiques, retenons que la population du secteur de Dwe pratique principalement l’agriculture. À ce propos, les Mpur sont de très grands agriculteurs.
Il sied de signaler également que le secteur de Dwe est parmi les contrées qui ravitaillent les différentes villes, notamment : Kinshasa, Kikwit, Bulungu, Panu-cité, le centre Mokala, Eolo, Piopio, etc.
À part l’agriculture, les Mpur ou Mputu ou encore les Bamputu pratiquent aussi la chasse, la pisciculture, la pêche, la cueillette, le ramassage, l’artisanat, l’élevage et le commerce.

### Agriculture
La quasi-totalité de la population Mputu s’occupe de l’agriculture considérée comme base de la vie des différents ménages. Cette agriculture est surtout d’autoconsommation et les produits excédentaires sont destinés à la vente.
La plupart des produits sont consommés sur place sauf quelques-uns qui servent, en grande partie, à la commercialisation. Les cultures destinées à la commercialisation sont : manioc, riz, haricot, maïs, courge, arachide, café, huile de palme, voandzou, ananas, banane, igname, patate douce, tabac, poivre, légume, soja, sésame, etc.

### Élevage
Il s’agit surtout de l’élevage domestique, mais il existe des troupeaux de bovins presque dans chaque village appartenant aux particuliers. Ces éleveurs utilisent des méthodes archaïques et l’élevage reste stationnaire ; les essais demeurent sans bon rendement et la divagation des bêtes est même considérée comme une technique d’élevage. Les principaux élevages sont : ovins, caprins, bovins, volailles, etc. L’élevage de porcins a été prohibé par les autorités sanitaires et administratives, d’abord parce qu'ils transmettaient la trypanosomiase causée par les glossines ensuite parce qu’ils dévoraient les poules et ravageaient les champs, enfin parce qu’ils entraient des chiques aux pieds.

### Cueillette et ramassage
Les habitants pratiquent la cueillette de fruits, de feuilles de certains végétaux, de champignons, ainsi que le ramassage de chenilles. Ces activités interviennent de façon importante dans l’alimentation des populations Mputu. La raison en est que l'accès à des aliments protéinés implique d’énormes dépenses.

### Chasse
On distingue la chasse collective en équipe et la chasse individuelle (il peut s’agir aussi de piégeage pratiqué surtout pendant la riziculture, chasse avec poison qui est réservée uniquement pour les aulocodes) ; nocturne et diurne. La chasse se pratique avec des machettes, filets, arcs, chiens portant des grelots ou sonnettes, flèches, fusils fabriqués sur place chez les Bamputu. La chasse est parmi les activités quotidiennes du secteur de Dwe. Les chasseurs se contentent de chasser les antilopes, singes, porc-épic (Nkaa bol), Mvudi, Mpakasa, Ngul, les oiseaux, etc.

### Pêche
On distingue la pêche nocturne, la pêche à la nasse, à la ligne, diurne, vidange des étangs. La rareté des cours d’eau chez les Bamputu amène les pêcheurs à aller jusqu'à Panu-cité, Pio-pio, Eolo, Ekila, Dungu, pour soit pêcher ou soit acheter les poissons afin de les revendre chez eux.

### La pisciculture
Elle est également importante dans l’univers consacré d’autant plus qu’il n’est arrosé par aucune grande rivière. Les étangs piscicoles résolvent les besoins en poisson des Mputu. Dans ces étangs on élève : le tilapia nilotica, rendalli, la carpe et le nsinga. Un projet de pisciculture familiale installée dans le chef-lieu du secteur a été mis en place en 1997, les résultats étant positifs, mais il est aujourd’hui à l'abandon à cause d’une mauvaise gérance et continuité dans les affaires publiques.

### Industrie
Il y a une huilerie industrielle chez les Bamputu, Mpur, Ampur. Elle appartient à la société Fernades Irmaos en association avec Hasson et Frères. Elle est située à Kimputu. (Guy Lunala Ngwashi 1998)

### Artisanat
Les Bamputu (Mputu) vivent aussi de la forge.  Ils passent de longues journées à briser, transformer le fer et la terre afin de leur donner différentes formes selon leur besoin.
Les Mpur sont connus dans ce domaine comme étant de grands fabricants : des marmites en fer, en argile fabriquées à Kitaba, Muyene et Dwe ; des armes et des flèches pour la chasse ; des houes, haches, bêches, machettes, (tramontiDwe), sont aussi fabriquées par les forgerons artisanaux. Il s’agit là de la spécialisation d’un clan appelé ‘’Nkila’’ pour les gens de Mayoko et Mikingi, ‘’angeul’’ pour ceux de Nkwebe et Dwe.
Il convient de signaler aussi la présence chez les Bamputu d’une presse mécanique à huile qui extrait de l’huile de palme de façon artisanale, au nom de ‘’malaxeur’’. Les grabats, nattes, chaises, tables sont aussi fabriqués par les Bamputu.

### Commerce
Il est pratiqué par une minorité, étant donné que c’est une population paysanne. Les produits vendus par les Bamputu par le commerce interrégional et pour l’exportation sont : le maïs, le manioc, la courge, l’huile de palme, le voandzou, l’arachide, riz, machette, flèche, houe, hache, le punga, le café et les palmistes. Ces produits étaient vendus notamment à la société Fernades Irmaos bien que ses prix d’achat décourageaient les producteurs.
Malgré l’apport de la société Fernades et les autres commerçants particuliers, les Bamputu se livrent encore au troc pour éviter de garder de l’argent ou de la monnaie fluctuante chez eux.
Après la fermeture de la société Fernades, les Bamputu ont changé leurs points de vente. Les marchandises quittant le secteur Dwe chez les Bamputu, sont actuellement acheminées aux ports de : Panu-cité, Eolo, Mbien ou encore celui de Bulungu. Le commerce se fait par route en terre battue.
Les Bamputu ont connu dans leur histoire de grands commerçants. Nous pouvons citer :
- David Mubey de Tshampeer ;
- Kitok de Baya ;
- Mitwana de Mubol
- Mundele de Dwe et les autres...

Faute d’une bonne gérance dans les affaires, la plupart de ces noms sont maintenant aux oubliettes.

### Santé
En ce qui concerne les soins primaires, on trouve chez les Bamputu plusieurs centres de santé qui assurent les soins curatifs préventifs et promotionnels à une population ciblée. Depuis l’installation du secteur Dwe le fief de Bamputu, il ne bénéficie dans tout son ensemble que d’un seul et unique hôpital situé à Sala à 30 km du chef-lieu du secteur. Cependant, on trouve un dispensaire et une maternité dans la "mission catholique Dwe".

## Culture

### Le mariage
Bon nombre de Congolais ont du mal à admettre les us et coutumes de certaines tribus, les Yansi notamment qui autorisent et pérennisent le mariage consanguin, entre cousins et nièces, communément appelé « Kitwuiri ». Pratiques rétrogrades, disent les uns, us et coutumes incestueux rétorquent les autres, le « Kintwuiri » doit être banni puisque cela constitue une sorte d’esclavage ou de traite de la femme... Pourtant les Yansi, même « civilisés » s’y soumettent ou s’y résignent. Simplement parce qu’à regarder de près, ils se rendent compte de la grande intelligence des ancêtres Yansi conservateurs qui ont inventé le système qui rétablissait certains équilibres familiaux.
Voici en quoi consiste le Kintshuil ou le Kintwiri :
M. X épouse madame Y et de cette union naissent 3 filles : ax, bx, cx. Comme ils sont Yansi, donc régis par le système matriarcal qui, selon le dictionnaire le nouveau petit Robert, est « un régime juridique ou social en vertu duquel la parenté se transmet par les femmes, la seule filiation légale est la filiation maternelle. C’est donc un régime social, familial dans lequel la femme a un rôle décisionnel prépondérant au sein d’une communauté, d’une famille ». La succession de madame Y appartient à ses frères, les oncles de ces trois filles xa, xb, xc, de telle manière que les enfants (filles) vont grossir la fortune de leurs oncles et pas directement celle de leurs maris ou celle de leur père géniteur. Il n’était de ce fait pas étonnant de voir l’oncle s’occuper plus de ses nièces que de ses propres enfants. Et les forêts, les étangs, les élevages de l’oncle constituaient l’héritage de ses neveux, c’est-à-dire des filles surtout de ses sœurs. Conscients de la situation, les ancêtres ont imaginé une sorte d’opération retour qui faisait que le père X ayant « enrichi » le clan, les oncles de son épouse Y, l’opération retour consistera à faire épouser les nièces de père Y à leur cousins lointains, de ses petites filles. De telle manière que la richesse qu’il avait donnée aux oncles de son épouse puisse lui revenir, revenir à son clan. C’est le premier avantage.
Le deuxième avantage réside dans la stabilité des foyers ainsi constitués : les époux savent la nature des liens qui les unissent et ont intérêt pour l’honneur et le bonheur des lignées, à demeurer unis jusqu’à la fin de leurs jours.
Avec le modernisme dit Mukaku Lalabi Mube, le Kitsil  a été dévalué. Les parents modernes ayant compris que le père géniteur était responsable no 1 du foyer, le code de la famille lui accordant toutes les prérogatives… ses fils et filles reconnus comme héritiers des biens du foyer. Cela étant le « Kitsil (Otil) » n’est plus qu’une formalité, quand la fille trouve époux, celui-ci ne verse pas une dot mais à titre symbolique un bouc, quelques calebasses de vin de palme et une modique somme d’argent dépassant rarement les 50 $ américains aux « propriétaires » ou « 'Nghon okia(le clan du grand père de la fille, côté maman) et le Nghan mbur (le clan de la mère)» de la fille qui se voit libérée. Sans cela, elle risque de connaître des problèmes de maternité ou de décès infantile dans son nouveau foyer.
En définitive, Kitsil, les Yansi ne peuvent s’en offusquer. Le système existe... les aristocrates, les riches arrangent les mariages de leurs progénitures qui se marient mutuellement, plus par esprit de lucre, par « conservatisme » que par amour… c’est pourquoi ils posent souvent la question aux prétendants de leur fille, de quelle famille ils sont issus… À Kinshasa, les Indiens, leurs descendants, autant que les Libanais se marient entre eux. Les filles des nantis ont leur « Bitsil »
(entendez : garçons des nantis et vice-versa). Telle est aussi l’autre face de l’ingéniosité Yansi. (Mukaku Lalabi Muke).

### La musique Mputu
Les Bamputu sont caractérisés par leur imposante musique folklorique :
« NFung Nuaan qui se joue à l’aide d'ivoires et des racines d’arbre» ; « Mozart se joue avec le grelot (likembe),
mupondre, tam-tam etc.) ; « Kayindula, Mundong et Pedal », etc.
Au niveau de Kinshasa, ils sont aussi représentés par leur musique très imposante qui s’appelle « Sankwir Ikie » ou encore « Sankwir » du groupe Kiabwala dont les précurseurs sont : Nason, Verkis, Kwenzila et à cela s’ajoute une multitude de groupes d'Ayansi regroupés en plusieurs branches : 
- Baa-Ben ;
- Ban Uwab de Zenon;
- NFung Ita;
- Bana Sala;
- Ambey Ambey;
- Oeng Ayans de Mwolopay et les autres...

il sied de préciser que le premier Yansi à faire de la musique classique s'appelle NICOLAT MAVULA.